# 김수용 (만화가)
김수용(金秀容, 1972년 8월 6일 ~ )은 대한민국의 만화가이다.

## 약력
- 서울신사초등학교, 상신중학교, 경서고등학교(현 은평메디텍고등학교) 졸업.
- 1988년 아마추어 만화동아리 烏合之卒(오합지졸) 활동.
- 1991년 김종한, 김준범의 문하생으로 만화계 입문.
- 1992년 SBS 특채 댄스팀 리더.
- 1996년 《나간다 우라팡》으로 데뷔.

## 주요 작품
- 나간다 우라팡
- 더힙합 thehiphop
- 부갈루 boogaloo
- 좌우
- 비포힙합 beforehiphop
- 위킷 Wicked
- 스트리트잼 StreetJam
- 브레이킨 Breakin
- 진조크루 JINJOCREW
- 오합지존

## 수상 경력
- 《힙합》 2000년 문화관광부 및 일간스포츠 주최 〈오늘의 우리만화〉 선정.[1]
- 《힙합》 2004년 제7회 부천만화축제 청소년 만화상 수상.[2]

## 기타
- Studio Zeeha Original member
- 사단법인 한국만화가협회 제23~26대 이사
- 국제 만화가 대회(ICC) 한국 위원회 위원
- 《힙합》으로 밀리언셀러 기록
- 인덕대학교 겸임교수
- 만화가 김수용님 유튜브는 '힙합 김수용'으로 검색 , 페이스북은 @syonghiphop